# Dobrilovina
Dobrilovina (en serbe cyrillique : Добриловина) est un village du nord-est du Monténégro, dans la municipalité de Mojkovac.

## Démographie

### Évolution historique de la population
| 1948 | 1953 | 1961 | 1971 | 1981 | 1991 | 2003 |
| ---- | ---- | ---- | ---- | ---- | ---- | ---- |
| 129  | 137  | 170  | 165  | 95   | 46   | 55   |